# Marzena Karpińska
Marzena Karpińska (ur. 19 lutego 1988 w Biłgoraju) – polska sztangistka, zawodniczka Znicza Biłgoraj, mistrzyni Europy.
Mistrzyni (2008) i wicemistrzyni Polski (2005, 2007), młodzieżowa wicemistrzyni Europy (2006) w kategorii do 48 kilogramów. W 2007 zadebiutowała w seniorskich mistrzostwach świata zdobywając 15. miejsce. Rok później reprezentowała Polskę podczas Igrzysk Olimpijskich w Pekinie, kończąc rywalizację na 9 pozycji. 
Zajęła trzecie miejsce w dwuboju (78 kg i 92 kg) w kategorii do 48 kg podczas mistrzostw Europy, które odbywały się w stolicy Rumunii Bukareszcie. Rok później, w Mińsku, zdobyła srebrny medal mistrzostw Europy, uzyskując 179 kg w dwuboju. W 2012 roku, podczas mistrzostw Europy w Antalyi zdobyła złoty medal z wynikiem 187 kg w dwuboju.
Mistrzyni Europy juniorów w kategorii do 48 kg z 2008 roku, z mistrzostw, które odbywały się w albańskim mieście Durrës.
Posiadaczka rekordów Polski w dwuboju (187 kg), rwaniu (85 kg) i podrzucie (102 kg).

## Kontrowersje po wykryciu dopingu
Z uwagi na wykrycie wysokiego poziomu sterydów syntetycznych we krwi podczas badania antydopingowego i podejrzenie o przyjmowanie środków dopingujących, zawodniczka została wycofana z polskiej kadry olimpijskiej na Igrzyska w Londynie. W jej organizmie znaleziono nandrolon.
W lipcu 2015 podczas zgrupowania reprezentacji Polski wykryto u niej klomifen, co jest równoznaczne z zakończeniem kariery przez zawodniczkę.

## Wyniki
| Rok  | Zawody               | Miasto             | Miejsce | Kategoria | Wynik  |
| ---- | -------------------- | ------------------ | ------- | --------- | ------ |
| 2007 | Mistrzostwa Europy   | Strasburg          | 7       | do 48 kg  | 163 kg |
| 2007 | Mistrzostwa świata   | Chiang Mai         | 15      | do 48 kg  | 166 kg |
| 2008 | Mistrzostwa Europy   | Lignano Sabbiadoro | 7       | do 48 kg  | 163 kg |
| 2008 | Igrzyska olimpijskie | Pekin              | 9       | do 48 kg  | 171 kg |
| 2009 | Mistrzostwa Europy   | Bukareszt          | 3       | do 48 kg  | 170 kg |
| 2009 | Mistrzostwa świata   | Koyang             | 7       | do 48 kg  | 182 kg |
| 2010 | Mistrzostwa Europy   | Mińsk              | 2       | do 48 kg  | 179 kg |
| 2010 | Mistrzostwa świata   | Antalya            | 7       | do 48 kg  | 176 kg |
| 2011 | Mistrzostwa Europy   | Kazań              | 4       | do 48 kg  | 170 kg |
| 2011 | Mistrzostwa świata   | Paryż              | 5       | do 48 kg  | 183 kg |
| 2012 | Mistrzostwa Europy   | Antalya            | 1       | do 48 kg  | 187 kg |
| 2013 | Mistrzostwa Świata   | Wrocław            | DSQ     | do 48 kg  | DSQ    |